# Katherine af Jugoslavien
Katherine af Jugoslavien (født Katarina Batis, 13. november 1943 i Athen, Grækenland) er kronprinsesse af Jugoslavien og Serbien. Hun blev gift med kronprins Aleksandar den 21. september 1985.